# Kirk Johnson
Kirk Johnson (* 29. Juni 1972 in North Preston, Kanada) ist ein kanadischer Schwergewichtsboxer.

## Amateur
Johnson wurde 1989 in Bayamon Juniorenweltmeister im Schwergewicht. Die Juniorenweltmeisterschaft 1990 in Lima beendete er als Zweiter. Bei den Amateurweltmeisterschaft der Senioren 1991 in Sydney unterlag in der zweiten Turnierrunde Félix Savón.
1992 nahm er für Kanada an den Olympischen Spielen von Barcelona teil und verlor frühzeitig gegen David Izon. Seine Bilanz war 82-7 (82 Siege, 7 Niederlagen).

## Profikarriere
1993 wurde der sehr religiöse Johnson Profi. In seinem achten Profikampf schlug er Ross Puritty nach Punkten. Sein Talent, vor allem seine Schnelligkeit war offensichtlich, in aller Regel war er sehr austrainiert. Seine Schlagkraft war eher Durchschnitt, so konnte er Danell Nicholson nur nach Punkten schlagen. Das Hauptproblem schien aber seine Psyche zu sein, gegen den Ex-Cruisergewichtler Al Cole gelang ihm 1998 nur ein Unentschieden, weil ihm wiederholt Punkte wegen Tiefschlägen abgezogen wurden.
2000 galt er somit gegen Oleg Maskajew als Außenseiter. Nach zunächst ausgeglichenem Kampf gelang ihm in der vierten Runde jedoch ein spektakulärer KO: Er schlug Maskajew aus dem Ring, ähnlich wie es Maskajew zuvor gegen Hasim Rahman gelungen war. Im Anschluss besiegte er in einem Ausscheidungskampf für die erste Position in der WBA-Rangliste Larry Donald nach Punkten.
Am 27. Juli kam es zum Aufeinandertreffen mit WBA-Weltmeister John Ruiz. Johnson schien wieder nicht Herr seiner Nerven zu sein und der abgezockte Ruiz markierte bei jedem Schlag in die Nähe der Gürtellinie einen unerlaubten Treffer. So wurde Johnson schließlich wegen Tiefschlägen in der zehnten Runde disqualifiziert.
2003 gewann er vorzeitig gegen Lou Savarese und durfte in einem Ausscheidungskampf der WBC gegen Vitali Klitschko antreten, verlor jedoch deutlich übergewichtig bereits in der zweiten Runde durch technischen KO.
2006 verletzte er sich gegen Javier Mora und musste mit ausgekugeltem Knie den Kampf aufgeben. Der Kampf wurde zunächst als technischer KO gewerten, später wurde das Result dann allerdings annulliert, da Mora Johnson bei der Verletzung auf den Fuß getreten war.